# Pteris vitiensis
Pteris vitiensis är en kantbräkenväxtart som beskrevs av Bak. Pteris vitiensis ingår i släktet Pteris och familjen Pteridaceae. Inga underarter finns listade.